# Bust-A-Move 3
Bust-A-Move 3 är titeln på ett spel publicerat av det japanska företaget Taito år 1996. Spelet heter Puzzle Bobble 3 i Japan och Bust-A-Move '99 i USA.